# Shivers
Shivers — второй студийный альбом голландского трансового продюсера и диджея Армина ван Бюрена, вышедший в 2005 году.

## Оценки музыкальной прессы
Альбом получил смешанные отзывы. Так, обозреватель BBC отрицательно отнёсся к пластинке, отметив отсутствие оригинальных идей, что явно противоположно количеству приглашённых знаменитостей и продюсеров. Рецензент AllMusic.com также отметил предсказуемость пластинки, но в то же время заметил, что Армин ван Бюрен постепенно делает себе имя в качестве композитора и DJ-я.

## Список композиций
| №   | Название                                            | Автор(ы)                       | Продюсер(ы)                  | Длительность |
| --- | --------------------------------------------------- | ------------------------------ | ---------------------------- | ------------ |
| 1.  | «Wall of Sound» (featuring Justine Suissa)          | Justine Suissa                 |                              | 6:25         |
| 2.  | «Empty State» (featuring Mic Burns)                 | Markus Schulz, Mic Burns       |                              | 7:30         |
| 3.  | «Shivers» (featuring Susana)                        | Adrian Broekhuyse & Raz Nitzan |                              | 7:33         |
| 4.  | «Golddigger» (featuring Martijn Hagens)             | Martijn Hagens                 |                              | 4:46         |
| 5.  | «Zocalo» (featuring Gabriel & Dresden)              | Josh Gabriel & Dave Dresden    | Josh Gabriel & Dave Dresden  | 8:40         |
| 6.  | «Gypsy» (featuring Ray Wilson)                      |                                |                              | 5:24         |
| 7.  | «Who Is Watching?» (featuring Nadia Ali)            | Ashkan Fardost, Nadia Ali      |                              | 5:08         |
| 8.  | «Bounce Back» (featuring Remy & Roland Klinkenberg) | DJ Remy & Roland Klinkenberg   | DJ Remy & Roland Klinkenberg | 7:34         |
| 9.  | «Control Freak»                                     |                                |                              | 8:08         |
| 10. | «Serenity»                                          | Jan Vayne                      | Jan Vayne                    | 11:37        |
| 11. | «Hymne (скрытый трек)»                              |                                | Jan Vayne                    | 2:46         |

| №   | Название        | Длительность |
| --- | --------------- | ------------ |
| 12. | «Simple Things» |              |